# Wendlandiella
Wendlandiella é um género botânico pertencente à família Arecaceae.